# Фізові
Фізові (Physidae) — родина дрібних прісноводних равликів, що дихають повітрям, водних легеневих черевоногих молюсків із надродини Lymnaeoidea.
Ці прісноводні равлики присутні в акваріумах і ставках, а також у диких місцях. Вони їдять водорості, діатомові водорості та детрит, включаючи мертве листя. Популяції регулюються надлишком їжі та простору. Вони широко розповсюджені, численні та стійкі до забруднення.
Physidae поділяють на дві підродини:
Aplexinae:
- Amuraplexa Starobotatov, Prozorova & Zatravkin, 1989
- Aplexa Fleming, 1820 — типовий рід підродини Aplexinae
- Paraplexa Starobogatov, 1989
- Sibirenauta Starobogatov & Streletzkaja, 1967
- Amecanauta D. W. Taylor, 2003
- Mayabina Taylor, 2003[5]
- Mexinauta Taylor, 2003[5]
- Tropinauta Taylor, 2003[5]
- Austrinauta D. W. Taylor, 2003
- Caribnauta Taylor, 2003[5]
- Afrophysa Starobogatov, 1967
- Stenophysa von Martens, 1898

Physinae:
- Haitia Clench & Aguayo, 1932
- Beringophysa Starobogatov & Budnikova, 1976
- Laurentiphysa Taylor, 2003[5]
- Physa Draparnaud, 1801 — типовий рід родини Physidae[3]
- Archiphysa Taylor, 2003[5]
- Chiapaphysa Taylor, 2003[5]
- Petrophysa Pilsbry, 1926
- Physella Haldemann, 1843[3]
- Ultraphysella Taylor, 2003[5]
- Utahphysa Taylor, 2003[5]

Також до родини належать роди:
- † Berellaia De Laubrière & Carez, 1881 †
- † Hannibalina Hanna & Gester, 1963 †
- † Prophysa Bandel, 1991